# レオンティエン・ファンモールセル
レオンティエン・ファンモールセル（Leontine Martha Henrica Petronella 'Leontien' van Moorsel。1970年3月22日- ）はオランダ・ボーケル出身の元女子自転車競技選手。レオンティン・サイラート＝ファンモールセル（Leontien Zijlaard-van Moorsel）という名としても有名な名選手であった。

## 経歴
1980年代後半に自転車競技選手としてのキャリアをスタートさせ、女王・ジャニー・ロンゴらとオリンピック、世界自転車選手権、グランド・ブークルなどのレースで熾烈な優勝争いを演じるようになる。初のメジャータイトル獲得は、前橋で開催された1990年の世界選・トラックレース、3000m個人追い抜きであった。1991年には世界選・個人ロード初優勝。翌1992年以降はロンゴらを完全に凌ぎ、グランド・ブークルも92・93年に連覇を果たすなど、女子の中長距離界では完全に第一人者の称号を得たかに思われた。しかし突然、体調に変調をきたすようになる。
1994年頃、ファンモールセルは神経性無食欲症に陥る。そのため、一時は引退状態となった。しかし1995年にマイケル・サイラートと結婚してから体調も戻るようになり、選手としてもその後まもなく復帰。1998年、世界選ロードの個人タイムトライアルを優勝して完全復活。翌1999年の世界選でも同種目を制する。そして2000年シドニーオリンピックでは、完璧な強さを見せる。
ロード・個人タイムトライアルではロンゴらを一蹴。個人ロードではハンカ・クフェルナーゲルらとのスプリント争いを制して見事ロード二冠を達成。加えてトラックの3000m個人追い抜きも制し、なんと同大会の「三冠王」を果たす。その後もファンモールセルは、3000m個人追い抜きでは世界選3連覇。2003年にはアワーレコードも樹立した（46.06511 km）。そして2004年アテネオリンピックではロード個人タイムトライアルの連覇を達成した。だが、アテネ五輪を最後に現役を引退した。
ちなみにファンモールセルはオランダ スポーツマンオブザイヤーを6回（1990・93・99・2000・03・04）受賞している。